# Morning Fun
Morning Fun è un album di Bob Brookmeyer pubblicato dall'etichetta Black Lion Records nell'agosto del 1956.
Il disco uscì anche con il titolo Whoo-eeee! per la Storyville Records. Le registrazioni furono effettuate a New York l'8 febbraio del 1956.

## Tracce
1. The King – 4:44 (Count Basie)
2. Lullaby of the Leaves – 5:16 (Bernice Petkere, Joe Young)
3. I Can't Get Started – 4:40 (Vernon Duke, Ira Gershwin)
4. Snake Eyes – 4:03 (Al Cohn)
5. Morning Fun – 5:07 (Al Cohn, Zoot Sims)
6. Whoooeeeee! – 5:10 (Bob Brookmeyer)
7. Someone to Watch Over Me / My Old Flame – 4:16 (Sam Coslow, Arthur Johnston, George Gershwin, Ira Gershwin)
8. Box Cars – 5:24 (Al Cohn)

## Musicisti
- Bob Brookmeyer - trombone
- Zoot Sims - sassofono tenore, voce
- Hank Jones - pianoforte
- Bill Crow - contrabbasso
- Jo Jones - batteria